# Le Double (film, 1923)
Pour les articles homonymes, voir Le Double (homonymie).
Pour plus de détails, voir Fiche technique et Distribution.
Le Double est un film français réalisé par Alexandre Ryder et sorti en 1923.
Ricciotto Canudo le qualifie de « film phsychique ».

## Synopsis
Un docteur fait des recherches sur le dédoublement de la personnalité, et trouve en la personne de René de Varennes, qui a fait une tentative de suicide, un sujet d'étude.

## Fiche technique
- Réalisation : Alexandre Ryder
- Scénario : Georges Vally et Alexandre Ryder
- Société de production : Société Française des Films Hérault
- Société de distribution : Pathé Consortium Cinéma[2]
- Genre : Film dramatique
- Métrage : 2 030 m[2]
- Durée : 37 minutes
- Date de sortie: 2 février 1923

## Distribution
- Henri Maillard : Docteur Johannès
- Jean Lorette : René de Varennes
- Simone Vaudry : Janine
- Tania Daleyme : la comtesse Sâti
- Fabien Haziza
- Harout
- Louis Dory : Claude